# Griselda Álvarez
Griselda Álvarez Ponce de León (Guadalajara, 5 aprile 1913 – Città del Messico, 26 marzo 2009) è stata una politica, scrittrice e attivista messicana, prima donna nella storia del Messico ad aver ricoperto l'incarico di un governatore statale.

## Biografia
Nata a Guadalajara, nel Jalisco, da una famiglia di politici (il bisnonno era il generale Manuel Álvarez Zamora, primo governatore di Colima, mentre suo padre era Miguel Álvarez García, anch'egli governatore), si laureò in letteratura spagnola presso l'Università nazionale autonoma del Messico.

### Carriera politica
A fine anni quaranta entrò nel Partito Rivoluzionario Istituzionale, ricoprendo incarichi di minor rilevanza, lavorando prevalentemente al segretariato dell'istruzione pubblica. Solo nel 1979 venne eletta senatrice in rappresentanza dello stato del Jalisco.
A fine mandato si candidò alle elezioni per eleggere il governatore dello stato di Colima nella coalizione tra PRI e PPS, dove risultò la vincitrice, battendo il candidato del PAN Gabriel Salgado Aguilar. Divenne quindi la prima donna messicana a governare uno stato federato.
Durante il mandato si occupò significativamente alla lotta della disuguaglianza di genere. Finito l'incarico di governatrice fondò diverse organizzazioni per combattere la disparità di genere, tra le quali il Centro de Atención a la Mujer (Centro di attenzione alle donne), Alianza de Mujeres de México (Alleanza delle donne del Messico) e Asociación Mexicana de Bienestar Social (Associazione messicana del benessere sociale).
Griselda Álvarez morì a Città del Messico la sera del 26 marzo 2009, a quasi 96 anni di età.

## Vita privata
Si sposò con Antonio Delgado Espinoza, col quale ebbe un figlio: Miguel.

## Opere
Pubblicò 18 libri, tra i quali i più importanti sono:
- Cementerio de Pájaros - 1956
- Dos cantos - 1959
- Desierta compañía - 1961
- Letanía erótica para la paz - 1963
- La sombra niña - 1965
- Anatomía superficial - 1967
- Tiempo presente - 1970
- Estación sin nombre - 1972
- Glosa de la Constitución en sonetos - 1999